# Nigist Getachew
Nigist Getachew, född 28 februari 2002, är en etiopisk friidrottare som tävlar i medeldistanslöpning. Hon tog silver på 800 meter vid inomhus-VM 2025 i Nanjing.